# Colégio Militar (Fortaleza)
O Colégio Militar é um time brasileiro de futebol extinto, originalmente vinculado ao Colégio Militar da cidade de Fortaleza, capital do estado de Ceará.

## Participações no Campeonato Cearense da Primeira Divisão
Disputou o Campeonato Cearense de Futebol de 1938.
| Ano  | Posição |
| 1938 | 5º      |